# Fisher Bay
Die Fisher Bay ist eine rund 22 km breite Bucht an der ostantarktischen Georg-V.-Küste. Sie liegt zwischen der Ostseite der ins Meer hineinragenden Zunge des Mertz-Gletschers und der Festlandmasse.
Entdeckt wurde die Bucht bei der Australasiatischen Antarktisexpedition (1911–1914) unter der Leitung des australischen Polarforschers Douglas Mawson. Dieser benannte sie nach dem australischen Politiker Andrew Fisher (1862–1928), dreimaliger Premierminister Australiens.